# Tipula (Schummelia) lioterga
Tipula (Schummelia) lioterga is een tweevleugelige uit de familie langpootmuggen (Tipulidae). De soort komt voor in het Oriëntaals gebied.